# Боярышник волосистоцветковый
Боярышник волосистоцветковый (лат. Crataegus eriantha) — кустарник или небольшое дерево, вид рода Боярышник (Crataegus) семейства Розовые (Rosaceae).

## Распространение и экология
В природе ареал вида охватывает Восточное Закавказье (Гянджа и Ширванская степь). Эндемик. Описан с реки Гянджачай из окрестностей Гянджи.
Произрастает по каменистым склонам гор, среди кустарных зарослей.

## Ботаническое описание
Кустарник или дерево с тёмно-бурыми, в молодости мохнато-волосистыми побегами и тёмно-серыми ветвями, стерильные побеги частично превращены в облиственные колючки, нередко толстые и короткие; простые колючки тонкие длиной около 1 см.
Листья сверху тёмно-зелёные, снизу более светлые; на плодущих побегах нижние листья обратно-овальные или продолговато обратно-овальные, с округлой или усечённой, цельнокрайной или неровно-острозубчатой верхушкой, верхние большей частью обратнояйцевидные, до середины или на 1/3 надрезанные на 5 или 7 треугольно-овальных, на вершине приострённых лопастей; листья стерильных побегов отличаются широко-клиновидным основанием, с почти горизонтальными нижними долями, которые располагаются близ основания листа, более зубчатыми краями лопастей и более узкими и глубокими выемками между последними.
Соцветия диаметром до б см, рыхлые; цветоножки длиной 7—22 мм; цветки диаметром 18—22 мм; чашелистики продолговато-треугольные, до ланцетно-треугольных, нередко с длинно-оттянутым кончиком; тычинок 20; столбиков 2, реже 1.
Плоды с 2 (1) косточками, зрелые неизвестны.

## Таксономия
Вид Боярышник волосистоцветковый входит в род Боярышник (Crataegus) трибы Pyreae подсемейства Спирейные (Spiraeoideae) семейства Розовые (Rosaceae) порядка Розоцветные (Rosales).
|  |                                      |  |                                                              |                                                              |                   |  | ещё 8 семейств (согласно Системе APG III) | ещё 8 семейств (согласно Системе APG III)    |                                              |  |  |  | ещё 7 триб (согласно Системе APG III)         | ещё 7 триб (согласно Системе APG III)         |  |  |  |  | ещё от 200 до 300 видов | ещё от 200 до 300 видов |
|  |                                      |  |                                                              |                                                              |                   |  | ещё 8 семейств (согласно Системе APG III) | ещё 8 семейств (согласно Системе APG III)    |                                              |  |  |  | ещё 7 триб (согласно Системе APG III)         | ещё 7 триб (согласно Системе APG III)         |  |  |  |  | ещё от 200 до 300 видов | ещё от 200 до 300 видов |
|  |                                      |  |                                                              | порядок Розоцветные                                          |                   |  |                                           |                                              | подсемейство Спирейные                       |  |  |  |                                               | род Боярышник                                 |  |  |  |  |                         |                         |
|  |                                      |  |                                                              | порядок Розоцветные                                          |                   |  |                                           |                                              | подсемейство Спирейные                       |  |  |  |                                               | род Боярышник                                 |  |  |  |  |                         |                         |
|  | отдел Цветковые, или Покрытосеменные |  |                                                              |                                                              | семейство Розовые |  |                                           |                                              | триба Pyreae                                 |  |  |  | вид Боярышник волосистоцветковый              |                                               |  |  |  |  |                         |                         |
|  | отдел Цветковые, или Покрытосеменные |  |                                                              |                                                              |                   |  |                                           |                                              |                                              |  |  |  |                                               |                                               |  |  |  |  |                         |                         |
|  |                                      |  | ещё 44 порядка цветковых растений (согласно Системе APG III) | ещё 44 порядка цветковых растений (согласно Системе APG III) |                   |  |                                           | ещё 8 подсемейств (согласно Системе APG III) | ещё 8 подсемейств (согласно Системе APG III) |  |  |  | ещё около 60 родов (согласно Системе APG III) | ещё около 60 родов (согласно Системе APG III) |  |  |  |  |                         |                         |
|  |                                      |  |                                                              | ещё 44 порядка цветковых растений (согласно Системе APG III) |                   |  |                                           |                                              | ещё 8 подсемейств (согласно Системе APG III) |  |  |  |                                               | ещё около 60 родов (согласно Системе APG III) |  |  |  |  |                         |                         |